# Élodie White
 (novembre 2023).
Si vous disposez d'ouvrages ou d'articles de référence ou si vous connaissez des sites web de qualité traitant du thème abordé ici, merci de compléter l'article en donnant les références utiles à sa vérifiabilité et en les liant à la section « Notes et références ».
Élodie White est une joueuse française de volley-ball née le 29 mars 1983 . Elle mesure 1,78 m et joue réceptionneuse-attaquante. 

## Clubs
- 2009-2010 : ES Le Cannet-Rocheville, France.
- 2010-2011 : CEP Poitiers St-Benoît, France